# Portrait de madame Dorival
Portrait de madame Dorival est un tableau réalisé par le peintre italien Amedeo Modigliani vers 1916. Cette huile sur toile est le portrait en buste de Blanche Antonia James, l'épouse du comédien Georges Dorival. L'œuvre est conservée depuis 2004 au Kunstmuseum, à Bâle, en Suisse.